# Голубиха (приток Узолы)
Голубиха — река в России, протекает по Городецкому району Нижегородской области. Устье реки находится в 24 км от устья Узолы по левому берегу. Длина реки составляет 10 км.
Исток реки находится у деревни Долгуша в 15 км к востоку от Городца. Река течёт на запад, протекает деревни Долгуша, Кипрево, Луговое, Смольки, Оскордино. Впадает в Узолу у деревни Налескино.

## Данные водного реестра
По данным государственного водного реестра России относится к Верхневолжскому бассейновому округу, водохозяйственный участок реки — Волга от Горьковского гидроузла и до устья реки Ока, речной подбассейн реки — Волга ниже Рыбинского водохранилища до впадения Оки. Речной бассейн реки — (Верхняя) Волга до Куйбышевского водохранилища (без бассейна Оки).
Код объекта в государственном водном реестре — 08010300512110000017336.